# پتیتیم
پتیتیم (عبری: פתיתים‎) یک نوع پاستاِی تُست شده‌است که ظاهر آن به شکل برنج یا توپ‌های کوچک است. پتیتیم در اسرائیل در دهه ۱۹۵۰ هنگامی که برنج نایاب شده بود به وجود آمد.